# Großsteingräber bei Damerow (Sassen-Trantow)
Die Großdolmen von Damerow wurden 1968 von Ewald Schuldt ausgegraben und restauriert. Die beiden Megalithanlagen entstanden zwischen 3500 und 2800 v. Chr. als Großsteingräber der Trichterbecherkultur (TBK). Sie haben keine Sprockhoff-Nummern.  „Neolithische Monumente sind Ausdruck der Kultur und Ideologie jungsteinzeitlicher Gesellschaften. Ihre Entstehung und Funktion gelten als Kennzeichen der sozialen Entwicklung“.

## Lage
Sie liegen in der Gemeinde Sassen-Trantow südwestlich von Greifswald im Landkreis Vorpommern-Greifswald in Mecklenburg-Vorpommern. Von der Straße Pustow - Groß Zastrow zweigt etwa 250 m hinter Pustow der unbefestigte Damerower Weg nach Südwesten zum Weiler Damerow ab. Am Ende der Piste liegen im Südosten, nach ein paar hundert Metern die Großsteingräber Damerow 1 und 2 (Nummerierung nach Ewald Schuldt). In der Nähe liegt der erweiterte Dolmen von Damerow.

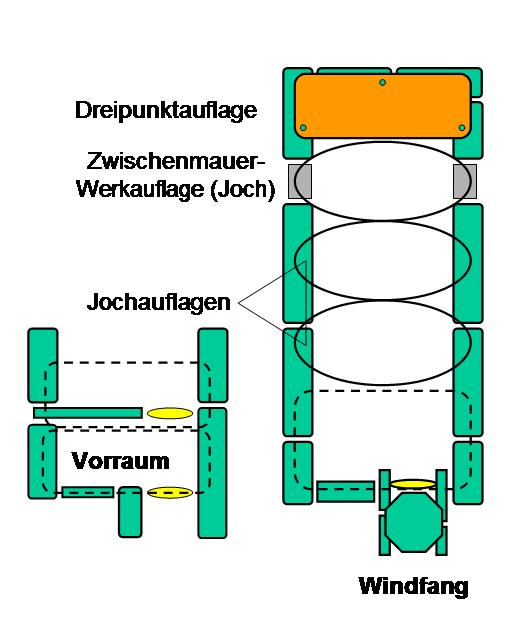
Schema Großdolmen

Die Anlagen von Damerow sind Teil einer größeren Gruppe von Megalithanlagen, die sich südwestlich von Greifswald zwischen Dargelin im Osten und Düvier im Westen erstreckt.

## Beschreibung

### Erhaltene Gräber

#### Grab 1

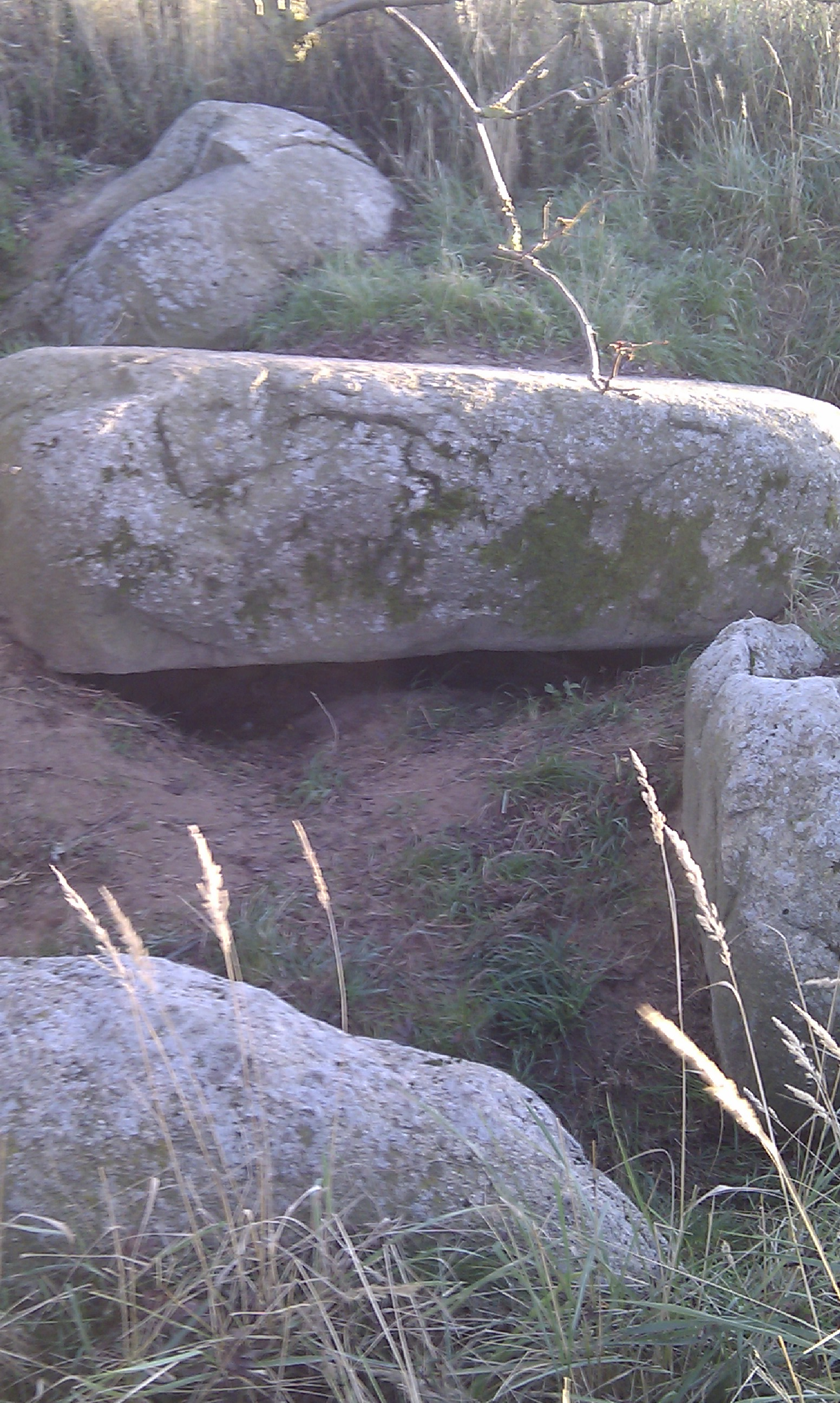
Damerow 1

Die nord-süd orientierte Kammer des Großdolmens mit Zugang im Süden lag in einem Rollsteinhügel. Die 1,4 m hohe, 3,3 m lange und 1,9 auf 1,4 m breite Kammer ist weitgehend erhalten, jedoch wieder abgedeckt. Zu sehen sind einige Tragsteine, darunter der nördliche Schlussstein. Von den drei Decksteinen fehlt nur einer. Ein anderer hat 37 Schälchen. Die Diele bestand aus Rotsandsteinplatten und Lehmestrich. 
Die archäologische Untersuchung ergab, dass die Anlage durch die Träger der Einzelgrabkultur und der Kugelamphorenkultur nachgenutzt wurde. Neben Holzkohle, tierischen Knochen und menschliche Knochen (darunter zwei Schädel) und Leichenbrand fanden sich zwei Flachbeile, zwei Schmalmeißel, zwei Kugelamphoren, zwei hohe Töpfe, eine Klinge, eine kugelige Schale, eine Schüssel, eine Lanzenspitze und ein Einzelgrabbecher.

#### Grab 2

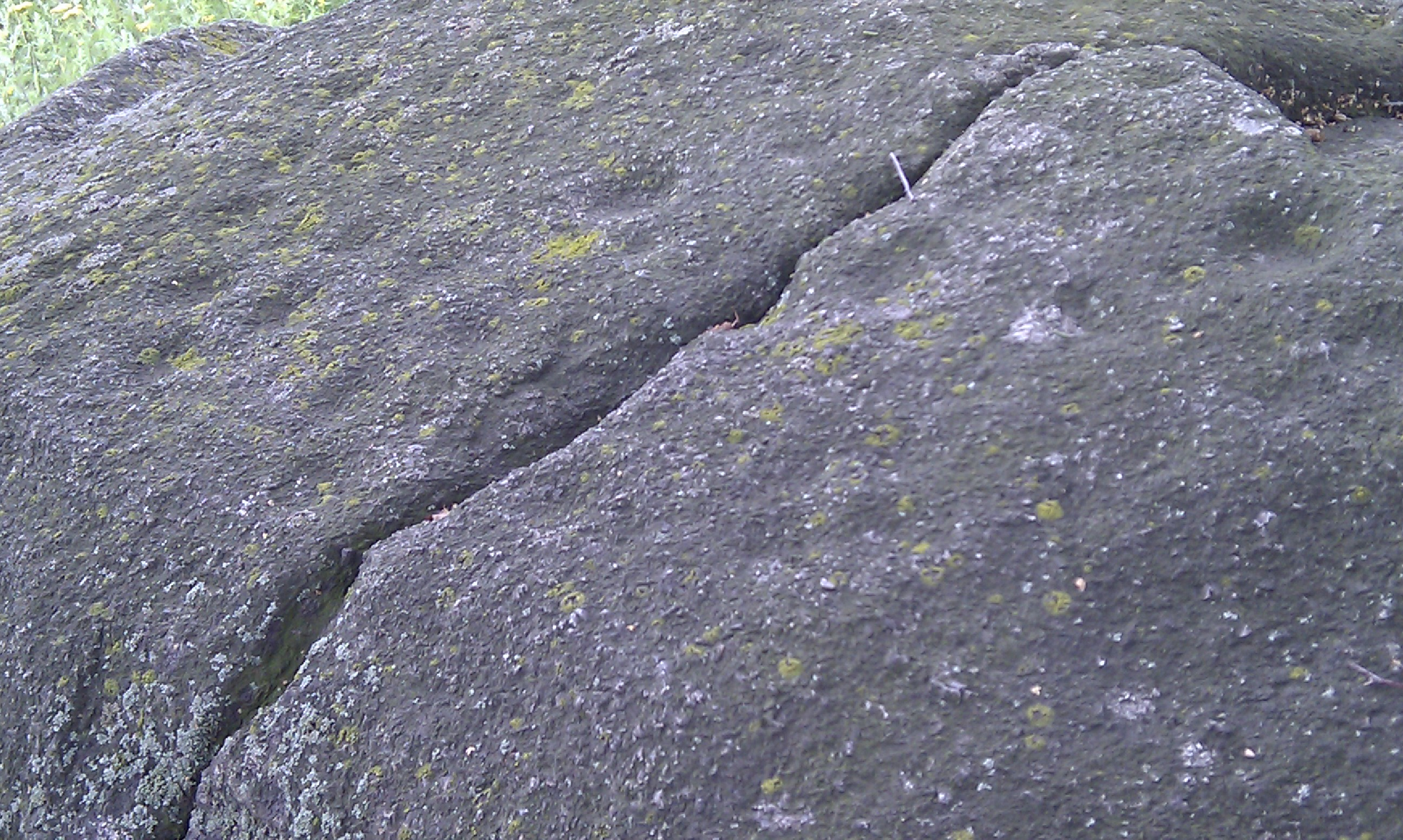
Näpfchen auf dem Deckstein von Damerow 2

Die etwa nord-süd orientierte leicht gebogene und trapezoide Kammer des Großdolmens mit Zugang im Süden lag in einem engen, langovalen Randsteinkreis von dem noch sechs Steine erhalten waren (14 fehlten). Die 1,5 auf 1,2 m hohe, 5,2 m lange und 2,0 auf 1,6 m breite geometrisch nicht exakte Kammer ist weitgehend erhalten. Von den vier Decksteinen ist einer halbiert und trägt Schälchen. Alle neun Tragsteine der Kammer und alle Steine des Vorraumes bzw. des etwa einen Meter langen Ganges sind erhalten. Die Diele bestand aus Rotsandsteinplatten und Lehmestrich. 
Neben tierischen Knochen und menschlichem Leichenbrand und Holzkohle fanden sich vier Bernsteinperlen, drei Querschneider, ein weitmündiger Topf, eine gebogene Spitze und eine Klinge.

### Das zerstörte Grab 3
In der Sammlung der Universität Greifswald befinden sich sechs unverzierte Keramikscherben, die aus einem zerstörten, vermutlich von Franz Klinghardt ergrabenen Großsteingrab stammen. Über das Grab selbst existieren keine näheren Angaben.